# Billbergia tessmannii
Espèce
Classification phylogénétique
Billbergia tessmannii est une espèce de plantes à fleurs de la famille des Bromeliaceae, endémique du Pérou.

## Distribution
L'espèce est endémique du nord-est du Pérou.

## Description
L'espèce est épiphyte.